# Tentative de coup d'État de 2015 au Burkina Faso
La tentative de coup d'État de 2015 au Burkina Faso a lieu du 16 septembre 2015 au 23 septembre 2015. Elle avait pour objectif de mettre fin au gouvernement de transition mis en place après la chute de l'ancien président burkinabè Blaise Compaoré. Cet objectif a été soldé par un échec et un retour des organes de transition.

## Contexte
Le Conseil national de transition (CNT) du Burkina Faso a voté le 7 avril 2015 un nouveau Code électoral qui, par le biais de son article 135, interdit indirectement les partisans de l'ancien président Blaise Compaoré de se présenter aux prochaines élections et, en particulier, à l'élection présidentielle d'octobre 2015. Ce changement législatif a été attaqué devant la Cour de justice de la Cédéao, par les proches de Blaise Compaoré, qui a donné raison à ces derniers. Néanmoins, selon le constitutionnaliste Luc-Marius Ibriga contacté par le journal Libération, les juges de la Cédéao ont simplement demandé de préciser les conditions d'inéligibilité énoncées à l'article 135.
Cette précision a été apportée par la décision du 12 septembre 2015 du Conseil constitutionnel burkinabé qui avait exclu six des vingt-deux candidats à l'élection présidentielle du 11 octobre 2015, dont Eddie Constance Komboïgo (en), candidat du Congrès pour la démocratie et le progrès (CDP), qui est l'un des proches de Blaise Compaoré. Par ailleurs, deux jours avant le coup d'État, la Commission de réconciliation nationale et des réformes (CRNR) du Burkina Faso avait recommandé la dissolution du Régiment de sécurité présidentielle,.
Le journal Jeune Afrique souligne aussi la coïncidence de la date du coup d'État, ce dernier ayant eu lieu le jour même où les ossements du président Thomas Sankara aurait dû être expertisés pour lever possiblement le voile sur son assassinat. D'autant plus que le principal auteur du coup d'État, Gilbert Diendéré, est fortement soupçonné d'être l'un des assassins du président Sankara, en 1987.

## Déroulement

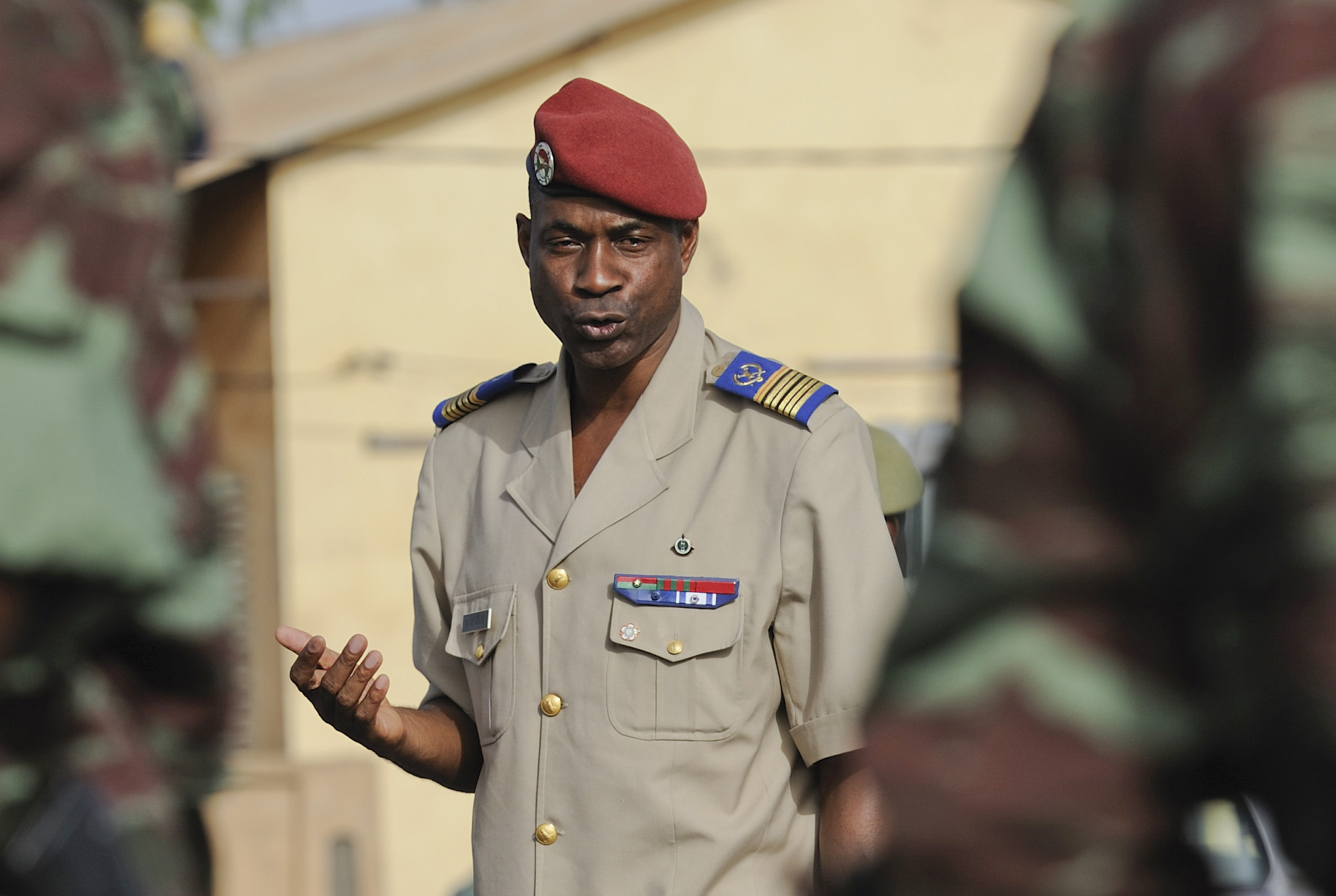
Le général Gilbert Diendéré, chef des putschistes.

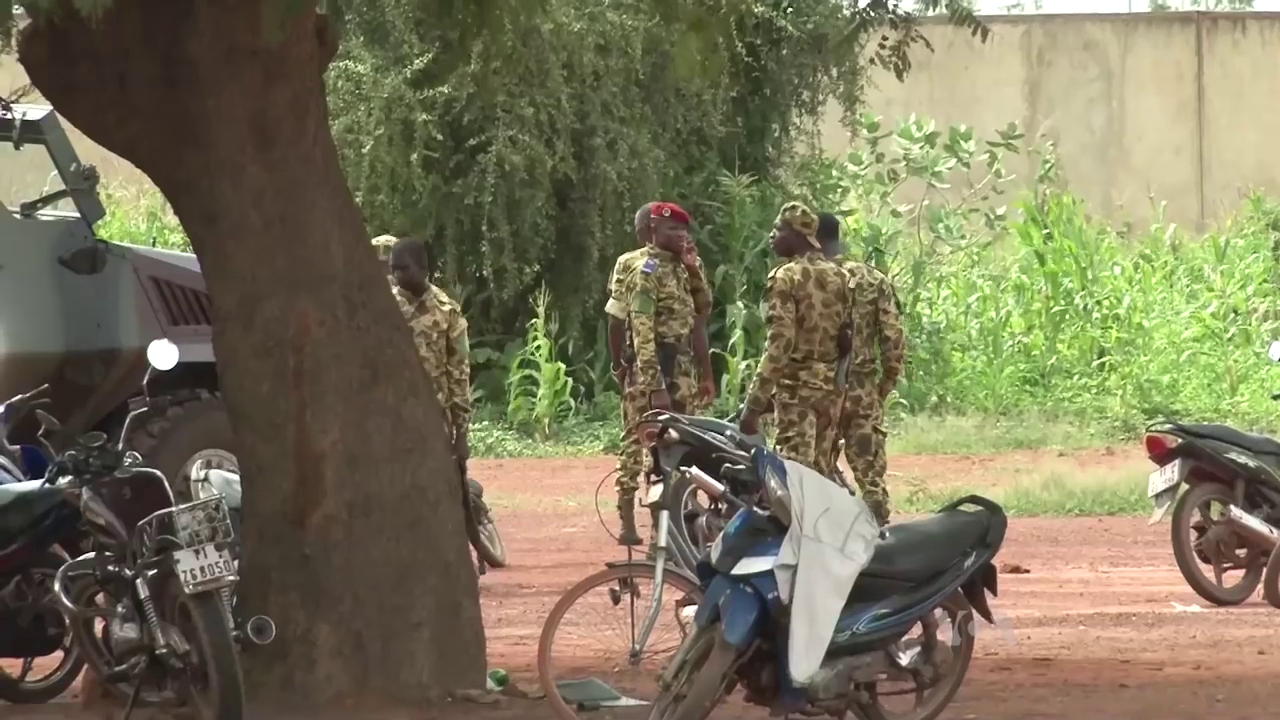
Des soldats du RSP à Ouagadougou lors du coup d'État.

Le 16 septembre 2015, des militaires du Régiment de sécurité présidentielle (RSP), créé par Blaise Compaoré en 1995 et composé d'environ 1 200 hommes, interrompent le Conseil des ministres au palais de Kosyam où résident le chef de l'État et prennent en otage quatre personnes :
1. le président de transition Michel Kafando ;
2. le Premier ministre Isaac Zida ;
3. le ministre de la Fonction publique Augustin Loada ;
4. le ministre de l'Urbanisme René Bagoro[11],[12].

Après le coup d'État, le lieutenant-colonel Mamadou Bamba a annoncé le 17 septembre 2015, à travers la chaîne Radio-Télévision de la télévision burkinabé, que quatre mesures immédiates avaient été prises :
- le président de la transition, Michel Kafando, a été démis de ses fonctions ;
- le gouvernement de transition a été dissous ;
- le Conseil national de transition (CNT) a été dissous ;
- le Conseil national de démocratie (CND) a été créé.

Cette dernière structure avait deux objectifs :
- reconstruire démocratiquement le pays à travers l'organisation des élections présidentielle et législatives ;
- rassurer les acteurs régionaux que les accords engageant le Burkina Faso étaient maintenus[13],[14].

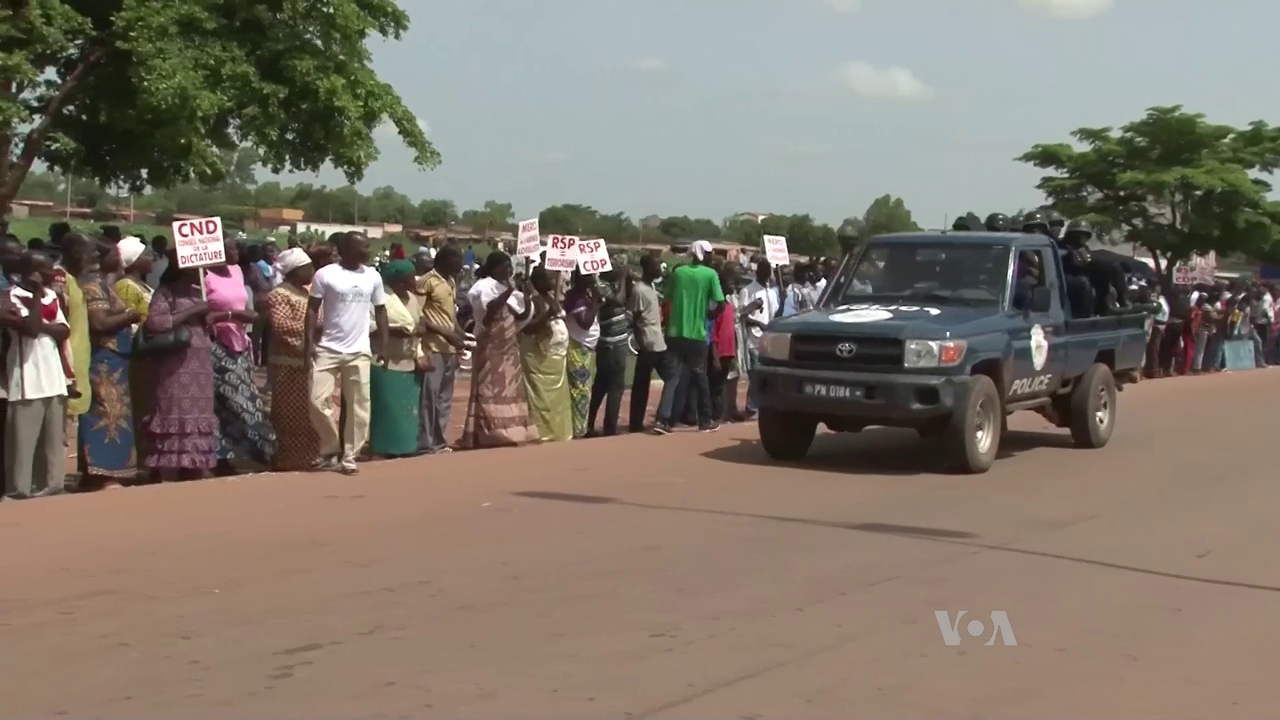
Un pick-up de la police passe devant des manifestants anti-RSP après l'entrée de l'armée loyaliste à Ouagadougou.

Après cette annonce, un couvre-feu a été instauré de 19 heures à 6 heures et les frontières terrestre et aérienne ont été fermées. Néanmoins, des manifestations anti-putschistes se sont déroulées dans la matinée à Ouagadougou mais elles ont été rapidement dispersées avec des tirs de sommation. Ces manifestations se sont propagées dans les autres villes et villages du pays du Burkina Faso dont notamment Bobo Dioulasso, Fada N'Gourma et Yako où la maison du général Gilbert Diendéré a été incendiée,,.
La montée des tensions entre les manifestants et les membres du Régiment de sécurité présidentielle a obligé le président du CND, Gilbert Diendéré, à annoncer que des élections présidentielles et législatives, initialement prévues le 11 octobre 2015, seront rapidement organisées et que les otages allaient être libérées.
Le 18 septembre 2015, le CND annonce que les otages ont été libérés la veille au soir, à l'exception d'Isaac Zida qui a été assigné à résidence. Par ailleurs, les frontières ont été rouvertes pour normaliser la situation du pays,.
À la même date, le président sénégalais Macky Sall, également président de la Cédéao, et le président béninois, Boni Yayi, se sont rendus dans la capitale du Burkina Faso pour relancer le processus de transition à travers des négociations et notamment avec le général Gilbert Diendéré.
Le 20 septembre 2015, la médiation de la Cédéao comprenant le président sénégalais Macky Sall et le président béninois Boni Yayi, assistée du représentant de l'ONU en Afrique Mohamed Ibn Chambas, et les représentants des putschistes et de la société civile, ont décidé de se réunir à 10 heures locales dans l'hôtel Laico d'Ouagadougou pour négocier et trouver un plan de sortie de crise. À l'annonce de ce rendez-vous, le mouvement Le Balai Citoyen avait appelé à un rassemblement devant l'hôtel pour faire pression sur les négociants et ainsi retrouver le gouvernement de transition,.

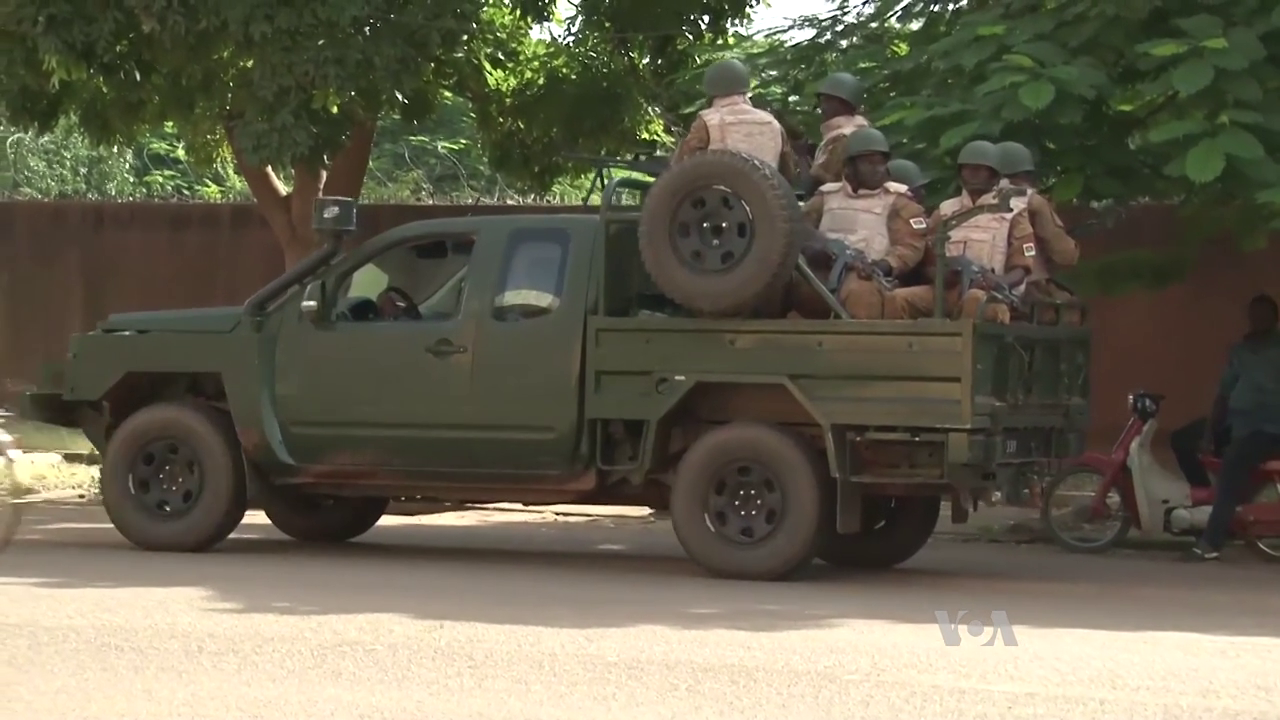
Un pick-up de l'armée loyaliste à Ouagadougou.

Le 21 septembre 2015, au soir, des unités militaires loyalistes, qui soutiennent le gouvernement de transition et sont opposées au général Diendéré, ont encerclé le palais où réside les putschistes. Elles répondent en cela à l'appel du mouvement Le Balai Citoyen, qui a appelé la population à se réunir sur la place de la République, à Ouagadougou, au même moment.
Le 23 septembre 2015, le président de transition Michel Kafando reprend la tête du pays après un accord entre l'armée loyaliste et les putschistes. Il annonce par ailleurs le rétablissement du gouvernement de transition. Le même jour, le général Diendéré annonce la fin du coup d'État et ajoute que « le plus gros tort avait été de faire ce putsch » lors d'une déclaration à la presse. Il se déclare prêt à répondre de ses actes devant la justice, et annonce le désarmement du Régiment de sécurité présidentielle, à l'origine du putsch.
Le 25 septembre 2015, à l'issue du premier Conseil des ministres après le coup d'État, le gouvernement de transition prend quelques mesures importantes dont :  
- la dissolution et le désarmement du Régiment de sécurité présidentielle, demandée depuis plus de 15 ans par la société civile burkinabé[27] ;
- la création d'une commission d’enquête d'une durée maximale de 30 jours pour déterminer les acteurs du coup d'État et les faire juger devant un tribunal militaire ;
- la destitution des hauts gradés militaires ayant collaboré directement ou indirectement avec les putschistes[1],[28].

Les avoirs de 14 personnalités liées au coup d'État, dont le général Diendéré, et de quatre partis politiques proches de l'ancien président Blaise Compaoré ont été gelés par la justice burkinabé le 26 septembre 2015. Ces quatre partis sont le Congrès pour la démocratie et le progrès (CDP), la Nouvelle alliance du Faso (NAFA), un Burkina nouveau (UBN) et l'Organisation pour la démocratie et le travail (ODT).
Le 1er octobre 2015, le vice-président du Mouvement national pour la libération de l'Azawad, Mahamadou Djéri Maïga, est arrêté à l'aéroport de Ouagadougou à la suite d'allégations qui portent à croire qu'il allait fournir un appui logistique au coup d'État. Le même jour, Gilbert Diendéré est arrêté après avoir séjourné pendant deux jours chez le nonce apostolique (en) de l'ambassadeur du Vatican, Piergiorgio Bertoldi, à Ouagadougou.
Le 6 octobre 2015, le général Diendéré et l'ex-ministre des affaires étrangères Djibrill Bassolé, arrêté le 29 septembre 2015, sont inculpés de 11 chefs dont « atteinte à la sûreté de l'État » et un mandat de dépôt est décerné à leur encontre.

## Réactions internationales
Dans un communiqué commun publié le 16 septembre 2015, les Nations unies, la Cédéao et l'Union africaine ont exigé « la libération immédiate et inconditionnelle des otages ».
L'Union européenne a déclaré, par la voie de la haute représentante Federica Mogherini, qu'elle condamne « toute tentative d'évincer les autorités de la transition » et appelle à « la libération immédiate des personnes retenues et au respect de la transition et de l'intérêt général ».
Pour la France, le Quai d'Orsay a également demandé « la libération immédiate de toutes les personnes retenues » et condamné l'usage de la force.
Le 18 septembre 2015, l'Union africaine annonce qu'elle suspend le Burkina Faso de ses membres. Par ailleurs, elle précise qu'elle interdit aux putschistes de voyager dans les pays membres de l'Union africaine et que leurs avoirs, dans ces pays, sont bloqués.

## Amnistie
En décembre 2024, l'Assemblée législative de transition, faisant office d'Assemblée nationale pendant la période suivant les coups d'État de 2022, adopte une « grâce amnistiante » pour les militaires ayant participé au coup d'État de 2015. Pour bénéficier de cette amnistie, les militaires doivent en faire la demande auprès du chef de l'État et vérifier deux critères : soutien à la « lutte antiterroriste » (contre les groupes djihadistes) et absence de danger pour les institutions, les biens et les personnes. Vingt-et-un militaires sont libérés et graciés en mars 2025. Ils doivent récupérer leur poste au sein des Forces armées du Burkina Faso.